# Cryphaea imbricata
Cryphaea imbricata là một loài rêu trong họ Cryphaeaceae. Loài này được Hook. f. & Wilson Mitt. mô tả khoa học đầu tiên năm 1882.